# Каменка (Юрьев-Польский район)
Каменка — село в Юрьев-Польском районе Владимирской области России, входит в состав Симского сельского поселения.

## География
Село расположено на берегу речки Шоса в 13 км на юго-запад от центра поселения села Сима и в 33 км на северо-запад от райцентра города Юрьев-Польский.

## История
После Великой Отечественной войны село входило в состав Симского сельсовета, с 2005 года — в составе Симского сельского поселения.

## Население
| 2002 | 2010 | 2021 |
| ---- | ---- | ---- |
| 98   | ↘85  | ↘32  |